# Jochen Dauer
Jochen Dauer (ur. 10 stycznia 1952 w Norymberdze) – niemiecki kierowca wyścigowy. Założyciel byłego zespołu World Sportscar Championship – Dauer Sportwagen.

## Kariera
Dauer rozpoczął karierę w międzynarodowych wyścigach samochodowych w 1975 roku od startów w Niemieckiej Formule 3. Z dorobkiem trzynastu punktów uplasował się tam na szesnastej pozycji w klasyfikacji generalnej. Trzy lata później w tej samej serii był czwarty. W późniejszych latach pojawiał się także w stawce Europejskiej Formuły 3, German Racing Championship, Europejskiej Formuły 2, Norisring Trophäe, Deutsche Tourenwagen Masters, World Sports-Prototype Championship, Supercupo oraz Interserie Div. 1 (mistrz w 1988 roku).
W Europejskiej Formule 2 Niemiec startował w latach 1979–1981, jednak pojawiał się tylko na starcie niemieckich rund. Jedyne punkty udało mu się zdobyć w sezonie 1980, kiedy to jadąc w bolidzie Chevrona ukończył wyścig na Nürburgringu na piątej pozycji. Dorobek dwóch punktów dał mu piętnaste miejsce w końcowej klasyfikacji kierowców.